# Ри Чхольмин
Ри Чхольмин (кор. 리철민; 7 августа 1980) — северокорейский профессиональный хоккеист. Нападающий клуба «Тэсонган» и сборной КНДР.

## Игровая карьера
С 2007 (за исключением 2011) года выступает за сборную КНДР на международных соревнованиях в турнирах второго и третьего дивизионов чемпионата мира по хоккею с шайбой. В каждом турнире забрасывает не менее двух шайб. С 2011 года выступает за северокорейский клуб «Тэсонган».